# Q.U.B.E.
Q.U.B.E. (Quick Understanding of Block Extrusion, em português, "Rápido Entendimento de Extrusão de Blocos") é um videogame de puzzle com leis da física desenvolvido pela Toxic Games, e publicado para Microsoft Windows com a ajuda da Indie Fund, um grupo de desenvolvimento de jogos eletrônicos indies. O jogo, que foi uma expansão de um projeto de classe dos membros fundadores da Toxic Games, foi lançado em dezembro de 2011 e janeiro de 2012 por meio de diversas plataformas de distribuição digital. Uma versão para Mac OS X foi anunciada, e também está sendo preparado o título para o seu lançamento na plataforma iOS.
No jogo, o jogador guia o seu personagem através de uma série de fases para chegar ao fim. O jogador é equipado com luvas especiais que podem executar um número de funções em blocos específicos para alcançar o seu objetivo. O jogo usa ambientes fortemente monocromáticos, mas destacando os blocos coloridos com os quais o jogador pode interagir, tendo sido comparado à série Portal.

## Enredo e jogabilidade
O personagem do jogador, após acordar de um algum acidente, encontra-se com um par de luvas que podem interagir com blocos específicos localizados no chão, nas paredes e no teto de várias salas durante o seu caminho. A função de cada tipo de bloco é distinguida por cores: blocos vermelhos podem ser estendidos ou retraídos; blocos amarelos sempre expandidos em um grupo de três, podendo ser usados como escadas; blocos azuis podem ser retraídos para serem usados como trampolins para qualquer coisa que os toca; blocos roxos podem girar partes de paredes de salas; e blocos verdes sempre fornecendo uma esfera ou cubo, o qual o jogador deve manipular. Nas primeiras horas de jogo, o objetivo do jogador é usar a combinação destes blocos para poder alcançar um ponto de saída, permitindo-o prosseguir para a próxima sala.
Ao longo do progresso do jogador pelo prédio desconhecido, novos aspectos de quebra-cabeça são introduzidos. Em uma seção do jogo, o ambiente é completamente escuro, exceto por alguns blocos coloridos específicos, exigindo que o jogador se lembre da localização de tais blocos enquanto os manipula. Outra seção possui quebra-cabeças orientado a luzes, com o jogador usando cubos e outros aspectos do jogo para orientar um raio de luz para o local correto.
Por fim, o jogador se encontra em um elevador que cai no fundo do prédio desconhecido. O jogador percorre por locais destruídos, até que encontra uma nave de escape. A nave se lança no espaço, levando o personagem entre a lua e a Terra; ele acabou de deixar uma grande nave retangular, que mostra ter sido danificado por asteroides.

## Desenvolvimento
Q.U.B.E. representa o projeto final de classe de Daniel da Rocha, Jonathan Savery e Dave Hall, da Universidade de Newport. Após a graduação, os três receberam vários opiniões em relação ao jogo, e decidiram fundar uma empresa própria, a Toxic Games, para continuar com o desenvolvimento do título. Durante este período inicial no desenvolvimento, a equipa considerou a dificuldade de obter ofertas para a publicação do jogo devido à inexperiência deles no campo, mas ao invés disto, o publicamento foi financiado pela Indie Fund, baseado no potencial do jogo, permitindo que eles pudessem trabalhar com um ritmo mais leve ao mesmo tempo possuindo propriedade intelectual para eles mesmos. Q.U.B.E. representa o primeiro jogo fundado pela Indie Fund que chegou a ser lançado. Aaron Isaksen, da Indie Fund, afirmou que eles começaram a participar do projeto enquanto eles ainda estavam na universidade, acreditando que o jogo oferecia novos conceitos e ideias, provendo isto com uma interface simples e limpa, sem pressão contra o tempo ou requerendo alta precisão do jogador. O Indie Fund providenciou três rounds separados de financiamento ao longo do desenvolvimento de Q.U.B.E., começando em agosto de 2010. Este investimento, que totalizou $90.000, foi compensado dentro de quatro dias após o jogo ter sido lançado para a plataforma Steam, com mais de 12.000 cópias vendidas.
Nenhum membro da Toxic Games é programador: Dave Hall afirmou que em momento algum durante o desenvolvimento eles tiveram que trabalhar diretamente na programação do código d jogo, e Q.U.B.E. demonstra que é possível desenvolver um jogo completo sem a presença de um programador profissional. Apesar de Daniel, Jonathan e Dave permanecerem os principais membros do time Toxic Games, eles expandiram o número de membros para o lançamento de Q.U.B.E., incluindo terceirização para o trabalho; por exemplo, eles empregaram James Tam da Teotl Studios, que trabalhou em The Ball, para ajudá-los com a interface do menu e detalhes nas luvas do jogador.
O projeto estudantil original foi completado pelos três membros do time em cerca de seis meses de trabalho de meio-expediente, enquanto que a versão completa do jogo levou mais de oito meses de trabalho em tempo integral. No início do desenvolvimento, eles estavam somente considerando escolher a Unreal Engine 3 como engine par ao jogo, mas na mesma época, a Epic Games anunciou a disponibilidade gratuita do Unreal Development Kit, que não somente diminuiu os custos mas também simplificou algumas das tarefas do desenvolvimento, como usar o script visual de linguagem Kismet para proporcionar a jogabilidade e lógica do jogo.
O time queria manter o projeto relativamente simples em ambas apresentação e enredo, para permitir que a concentração do jogador se dirigisse aos aspectos de quebra-cabeça. O mundo do jogo em sua maior parte é construído por cubos e blocos, o que os permitiu construir as fases de modo rápido, mas ainda com flexibilidade suficiente para os permitir modelar as fases do fim do jogo com complexidade, com intuito de dar ao jogador o sentimento de ambientes variados. Toxic Games queria que o jogador estivesse imerso nos quebra-cabeças e, assim, fizeram o jogo dar mais ênfase à interação do jogador. O jogo foi planejado para introduzir um novo elemento quebra-cabeça isoladamente, ensinando o jogador a interagir com tais elementos sem ter que dar instruções específicas, estes cada vez mais complexos com o passar do jogo. O time original tinha uma história já visionada para o jogo, na qual o jogador iria ouvir uma rara narração de um sistema de inteligência artificial com voz feminina, dublada por Emily Love, uma amiga dos membros do time. Eles viam isto como necessário, já que tinham se acostumado à GLaDOS da série Portal. Mais tarde, a Toxic Games decidiu excluir a narração incompleta na época para terem certeza de poderem lançar o jogo antes da época de Natal, tendo previsto que iriam demorar mais três meses para completar o projeto. Eles também se preocuparam que jogadores foram da Inglaterra não entendessem o sotaque da narradora, algo que eles perceberam quando apresentaram o título na E3 de 2011. Alguns elementos da narração ainda existem no jogo completo lançado, como em uma sala em que as paredes se juntavam e, com a narração, tentavam criar um sentimento de claustrofobia. Toxic Games afirmou que estão considerando lançar DLC para o título depois de terminarem com os ports para outras plataformas, incluindo conteúdo que re-adiciona a história de volta e um editor de fases.
Q.U.B.E. foi inicialmente desenvolvido somente para a plataforma Microsoft Windows. Em janeiro de 2012, a Toxic Games anunciou que uma versão para Mac OS X, como também uma versão compatível com OnLive, estão previstos para lançamento no primeiro trimestre de 2012, enquanto eles trabalham no protótipo da versão para plataforma celular iOS.

## Recepção na crítica
Q.U.B.E. foi um dos 12 finalistas do Indie Game Challenge de 2011, patrocinado pela Academy of Interactive Arts & Sciences, mas não venceu.
O jogo recebeu uma nota média de 69/100 na Metacritic, indicando resenhas mistas ou medianas. Críticos denotaram que o jogo era imediatamente comparável aos dois jogos da série Portal, reproduzindo quebra-cabeças em um ambiente árido. O jogo foi elogiado por se basear em mecânicas de quebra-cabeça similares mas, ao mesmo tempo, introduzindo as suas próprias ideias. Os quebra-cabeças envolvendo magnetismo, contudo, foram criticados como enfadonhos, comparados às outras fases com outros elementos de quebra-cabeça. A apresentação de novos elementos de jogo foi considerado como bem feito, providenciando uma delicada introdução para cada antes de levar o jogador a um quebra-cabeça maior e mais complexo. Ao mesmo tempo, críticos notaram que o jogo careceu de qualquer personalidade na história ou atmosfera que Portal, por outro lado, conseguiu reproduzir, deixando a experiência do jogador insossa, sem dar metas para alcançar exceto para ver como a próxima fase será. Resenhas também denotaram que a física de alguns objetos como as bolas e os blocos ficou estranha a ponto de tais objetos serem manipulados pelo jogo para garantir a conclusão de certos quebra-cabeças, ao invés de permitir que quiques azarados acontecessem como na vida real.